# Lisa Riesner
Lisa Riesner (* 22. September 1991) ist eine deutsche Schauspielerin und Regisseurin.

## Leben und Wirken
Lisa Riesner studierte Rhetorik und Medienwissenschaft an der Eberhard Karls Universität Tübingen. Nach einer Weiterbildung am Jugendseminar Stuttgart studierte sie von 2017 bis 2020 am Michael Tschechow Studio Berlin. 
2020 erhielt sie eine Hauptrolle in Normalerweise sind wir 12 am theaterforum kreuzberg. Im Jahr 2022 spielte sie die Rosalinde in Wie es euch gefällt am Globe Berlin. Im folgenden Jahr war sie in Was ihr wollt am Brandenburger Theater zu sehen. Im selben Jahr spielte sie eine Nebenrolle in No Dogs Allowed von Steve Bache.
Außerdem drehte sie eigene Filme wie Alice, Homesick, Don't shed a Tear, Hurra for Norge und Girls. Ihre eigenen Filme handeln von Sucht, psychischen Krankheiten, und Minderheiten, Menschen die sonst keine Stimme haben in der Öffentlichkeit.

## Filmografie
- 2022: Alice (Kurzfilm)
- 2022: Don't Shed a Tear (Kurzfilm), Regie : Paula Riemann
- 2022: Hurra for Norge (Kurzfilm)
- 2023: Desiderium (Kurzfilm, mit Dimitri Abold)
- 2023: Efterretningstjenesten (dänische TV-Serie)
- 2023: Frakturen (Feature Film), Regie Marcus Ovnell
- 2023: Homesick (Kurzfilm)
- 2023: The Baby in the Basket (Feature Film)
- 2024: No Dogs Allowed (Film), Regie Steve Bache
- 2024: Girls (Kurzfilm)
- 2024: Moder (Kurzfilm, dänisch)
- 2024: Redina (Feature Film)